# Iggesund
Iggesund é uma localidade da província da Hälsingland, na região histórica da Norrland, no norte da Suécia.
Pertence ao município de Hudiksvall, do condado de Gävleborg. Está situada na ilha Iggesundsön, junto à costa do Mar Báltico. Fica a 10 km a sul da cidade de Hudiksvall e a 45 km a norte de Söderhamn.

## Economia
Iggesund tem tradição industrial. A sua economia está dominada pela produção de polpa de celulose, de papel e de embalagens de papel, assim como de máquinas e de artigos eletrónicos. A empresa Iggesunds Paperboard AB é uma produtora local avançada de embalagens de papel.